# Martina Sáblíková
Martina Sáblíková (Nové Město na Moravě, Checoslovaquia, 27 de mayo de 1987) es una deportista checa que compite en patinaje de velocidad sobre hielo; tres veces campeona olímpica.
Participó en cinco Juegos Olímpicos de Invierno, entre los años 2006 y 2022, obteniendo en total siete medallas: en Vancouver 2010 dos oros, en las pruebas de 3000 m y 5000 m, y un bronce en 1500 m; en Sochi 2014 oro en 5000 m y plata en 3000 m, en Pyeongchang 2018 plata en 5000 m y en Pekín 2022 bronce en 5000 m.
Ganó ocho medallas en el Campeonato Mundial de Patinaje de Velocidad sobre Hielo entre los años 2009 y 2019, y veintisiete medallas en el Campeonato Mundial de Patinaje de Velocidad sobre Hielo en Distancia Individual entre los años 2007 y 2025.
Además, obtuvo doce medallas en el Campeonato Europeo de Patinaje de Velocidad sobre Hielo entre los años 2007 y 2021.

## Palmarés internacional
| Juegos Olímpicos                           | Juegos Olímpicos                | Juegos Olímpicos  | Juegos Olímpicos      |
| Año                                        | Lugar                           | Medalla           | Prueba                |
| ------------------------------------------ | ------------------------------- | ----------------- | --------------------- |
| 2010                                       | Vancouver (Canadá)              | Medalla de oro    | 3000 m                |
| 2010                                       | Vancouver (Canadá)              | Medalla de oro    | 5000 m                |
| 2010                                       | Vancouver (Canadá)              | Medalla de bronce | 1500 m                |
| 2014                                       | Sochi (Rusia)                   | Medalla de oro    | 5000 m                |
| 2014                                       | Sochi (Rusia)                   | Medalla de plata  | 3000 m                |
| 2018                                       | Pyeongchang (Corea del Sur)     | Medalla de plata  | 5000 m                |
| 2022                                       | Pekín (China)                   | Medalla de bronce | 5000 m                |
| Campeonato Mundial                         |                                 |                   |                       |
| Año                                        | Lugar                           | Medalla           | Prueba                |
| 2009                                       | Hamar (Noruega)                 | Medalla de oro    | Clasificación general |
| 2010                                       | Heerenveen (Países Bajos)       | Medalla de oro    | Clasificación general |
| 2011                                       | Calgary (Canadá)                | Medalla de bronce | Clasificación general |
| 2012                                       | Moscú (Rusia)                   | Medalla de plata  | Clasificación general |
| 2015                                       | Calgary (Canadá)                | Medalla de oro    | Clasificación general |
| 2016                                       | Berlín (Alemania)               | Medalla de oro    | Clasificación general |
| 2017                                       | Hamar (Noruega)                 | Medalla de plata  | Clasificación general |
| 2019                                       | Calgary (Canadá)                | Medalla de oro    | Clasificación general |
| Campeonato Mundial en Distancia Individual |                                 |                   |                       |
| Año                                        | Lugar                           | Medalla           | Prueba                |
| 2007                                       | Salt Lake City (Estados Unidos) | Medalla de oro    | 3000 m                |
| 2007                                       | Salt Lake City (Estados Unidos) | Medalla de oro    | 5000 m                |
| 2008                                       | Nagano (Japón)                  | Medalla de oro    | 5000 m                |
| 2009                                       | Richmond (Canadá)               | Medalla de oro    | 5000 m                |
| 2009                                       | Richmond (Canadá)               | Medalla de plata  | 3000 m                |
| 2011                                       | Inzell (Alemania)               | Medalla de oro    | 5000 m                |
| 2011                                       | Inzell (Alemania)               | Medalla de plata  | 3000 m                |
| 2012                                       | Heerenveen (Países Bajos)       | Medalla de oro    | 3000 m                |
| 2012                                       | Heerenveen (Países Bajos)       | Medalla de oro    | 5000 m                |
| 2013                                       | Sochi (Rusia)                   | Medalla de oro    | 5000 m                |
| 2013                                       | Sochi (Rusia)                   | Medalla de plata  | 3000 m                |
| 2015                                       | Heerenveen (Países Bajos)       | Medalla de oro    | 3000 m                |
| 2015                                       | Heerenveen (Países Bajos)       | Medalla de oro    | 5000 m                |
| 2016                                       | Kolomna (Rusia)                 | Medalla de oro    | 3000 m                |
| 2016                                       | Kolomna (Rusia)                 | Medalla de oro    | 5000 m                |
| 2017                                       | Gangneung (Corea del Sur)       | Medalla de oro    | 5000 m                |
| 2017                                       | Gangneung (Corea del Sur)       | Medalla de plata  | 3000 m                |
| 2019                                       | Inzell (Alemania)               | Medalla de oro    | 3000 m                |
| 2019                                       | Inzell (Alemania)               | Medalla de oro    | 5000 m                |
| 2020                                       | Salt Lake City (Estados Unidos) | Medalla de oro    | 3000 m                |
| 2020                                       | Salt Lake City (Estados Unidos) | Medalla de plata  | 5000 m                |
| 2021                                       | Heerenveen (Países Bajos)       | Medalla de plata  | 3000 m                |
| 2023                                       | Heerenveen (Países Bajos)       | Medalla de bronce | 3000 m                |
| 2023                                       | Heerenveen (Países Bajos)       | Medalla de bronce | 5000 m                |
| 2024                                       | Calgary (Canadá)                | Medalla de bronce | 3000 m                |
| 2024                                       | Calgary (Canadá)                | Medalla de bronce | 5000 m                |
| 2025                                       | Hamar (Noruega)                 | Medalla de plata  | 3000 m                |
| Campeonato Europeo                         |                                 |                   |                       |
| Año                                        | Lugar                           | Medalla           | Prueba                |
| 2007                                       | Collalbo (Italia)               | Medalla de oro    | Clasificación general |
| 2008                                       | Kolomna (Rusia)                 | Medalla de bronce | Clasificación general |
| 2009                                       | Heerenveen (Países Bajos)       | Medalla de bronce | Clasificación general |
| 2010                                       | Hamar (Noruega)                 | Medalla de oro    | Clasificación general |
| 2011                                       | Collalbo (Italia)               | Medalla de oro    | Clasificación general |
| 2012                                       | Budapest (Hungría)              | Medalla de oro    | Clasificación general |
| 2014                                       | Hamar (Noruega)                 | Medalla de bronce | Clasificación general |
| 2015                                       | Cheliábinsk (Rusia)             | Medalla de plata  | Clasificación general |
| 2016                                       | Minsk (Bielorrusia)             | Medalla de oro    | Clasificación general |
| 2017                                       | Heerenveen (Países Bajos)       | Medalla de plata  | Clasificación general |
| 2019                                       | Collalbo (Italia)               | Medalla de plata  | Clasificación general |
| 2021                                       | Heerenveen (Países Bajos)       | Medalla de bronce | Clasificación general |